# Tugay Kerimoğlu
Tugay Kerimoğlu (ur. 24 sierpnia 1970 w Trabzonie) – turecki piłkarz, występował na pozycji pomocnika. Żonaty z Etkin Kerimoglu, koszykarką Galatasaray SK.

## Kariera
Tugay Kerimoğlu zaczynał karierę w Galatasaray SK w 1987 i grał tam aż do 2000 r. W tym czasie 6-krotnie zdobył Mistrzostwo Turcji i 4-krotnie Puchar Turcji. Następnie występował przez 1,5 roku w Rangers F.C., gdzie zdobył Mistrzostwo Szkocji i krajowy Puchar. Dobra gra została zauważona przez działaczy angielskiego klubu Blackburn Rovers, którzy wykupili Turka z poprzedniego zespołu. W 2002 wraz z kolegami zdobył Puchar Ligi Angielskiej. W Premiership Kerimoğlu występował do 2009 roku, kiedy w wieku 39 lat zakończył karierę piłkarską.
Tego samego roku klub Manchester City powiadomił o tym że Tugay zostanie zatrudniony w roli trenera i będzie pomagał menedżerowi klubu Markowi Hughesowi w prowadzeniu drużyny. W latach 2010–2014 pełnił funkcję asystenta trenera w Galatasaray SK. W latach 2014–2015 był trenerem drużyny Şanlıurfaspor.
W reprezentacji Turcji grał przez 13 lat (1990–2003) i w tym czasie zdążył zagrać w 93 meczach, strzelając 2 gole. Przed eliminacjami do ME 2008 zawodnik postanowił pomóc kadrze i ponownie kopie piłkę w koszulce z charakterystycznym półksiężycem. Wystąpił na ME 2000 i MŚ 2002. Na tej drugiej imprezie Turcja, przy dużym udziale 36-letniego pomocnika zdobyła 3. miejsce.

## Sukcesy
- Mistrzostwo Turcji: 1988, 1993, 1994, 1997, 1998, 1999
- Puchar Turcji: 1991, 1993, 1996, 1999
- Mistrzostwo Szkocji: 2000
- Puchar Szkocji: 2000
- Puchar Ligi Angielskiej: 2000
- 3. miejsce na Mistrzostwach Świata w 2002 roku
- ćwierćfinał Mistrzostw Europy 2000 z reprezentacją Turcji